# Mythicomyia hyalipennis
Mythicomyia hyalipennis is een vliegensoort uit de familie van de Mythicomyiidae. De wetenschappelijke naam van de soort is voor het eerst geldig gepubliceerd in 1919 door Brèthes, oorspronkelijk geplaatst in het geslacht Heterhybos.